# زیردریایی یو-۱۱۹ (۱۹۴۲)
زیردریایی یو-۱۱۹ (۱۹۴۲) (به انگلیسی: German submarine U-119 (1942)) یک زیردریایی بود که طول آن ۸۹٫۸۰ متر (۲۹۴ فوت ۷ اینچ) و ارتفاع آن ۱۰٫۲۰ متر (۳۳ فوت ۶ اینچ) بود. این زیردریایی در سال ۱۹۴۲ ساخته شد.